# Dossier K.
Pour plus de détails, voir Fiche technique et Distribution.
Dossier K. est un film belge de suspense sorti en 2009 au cinéma réalisé par Jan Verheyen, et basé sur un roman de Jef Geeraerts.
Dossier K. est le deuxième livre de Jef Geeraerts mis à l'écran (après La Mémoire du tueur (De zaak Alzheimer) réalisé par Erik Van Looy). Plusieurs acteurs de ce film reprennent leurs rôles, comme Koen De Bouw, Werner De Smedt, Hilde De Baerdemaeker, Filip Peeters et Claes Jappe.

## Synopsis
À Anvers, un ressortissant albanais est assassiné sur un parking. Les auteurs ont tranché le frein de la langue de leur victime, désignant celle-ci comme une balance.
Au fait du code d'honneur des Albanais, le Kanun qui impose la vengeance à la famille, le commissaire Eric Vincke craint que les représailles n'ensanglantent tout Anvers.
D'un autre côté, l'enquête indique que l'individu assassiné, bien connu du milieu albanais, avait rendez-vous avec un contact mystérieux dans un restaurant. Vincke et son équipe découvrent avec stupeur que le contact mystérieux utilisait comme nom "Eric Vincke".
Vincke et l'inspecteur Verstuyft sont alors contraint de travailler avec le nouveau spécialiste de la mafia albanaise de la police fédérale, le commissaire divisionnaire De Keyser avec qui Vincke avait eu maille à partir lors de l'affaire Ledda.

## Fiche technique
- Titre : Dossier K.
- Réalisation : Jan Verheyen
- Producteur : Peter Bouckaert, Petra Goedings, Erwin Provoost, Sjef Scholte
- Scénario : Carl Joos, Erik Van Looy, (Jef Geeraerts, roman)
- Directeur de la photographie : Frank van den Eeden
- Montage : Philippe Ravoet* Musique : Melcher Meirmans, Merlijn Snitker, Chrisnanne Wiegel
- Durée : 120 minutes
- Dates de sortie : 
  - 9 décembre 2009 en  Belgique
  - 3 juin 2009 aux  Pays-Bas
- Pays :  Belgique

## Distribution
- Koen De Bouw (V. F. : Philippe Valmont) - Eric Vincke
- Werner De Smedt (V. F. : Didier Cherbuy) - Freddy Verstuyft
- Blerim Destani (en) (V. F. : Franck Monsigny) - Nazim Tahir
- Hilde De Baerdemaeker (V. F. : Léa Gabriele) - Linda de Leenheer
- Greg Timmermans (V. F. : Renaud Meyer) - Wim Cassiers
- Filip Peeters (V. F. : Pierre Dourlens) - Commissaire en chef De Keyser
- Jappe Claes (V. F. : Patrice Dozier) - Procureur Marcel Bracke
- Marieke Dilles (V. F. : Delphine Rivière) - Naomi Waldack
- R. Kan Albay - Shehu Ramiz "Prenk"
- Vildan Maksuti - Ukaj Tahir
- Stijn Van Opstal - Scientifique
- Katelijne Verbeke (V. F. : Danièle Hazan) - Mère de Naomi
- Peter Gorissen (V. F. : Gérard Boucaron) - Avocat Waldack (père de Naomi)
- Sven De Ridder - L'homme du comptoir
- Paloka Kristian - Neef Shehu
- Ryszard Turbiasz - Le maigre

Source et légende : Version française (VF) selon le carton de doublage.

## Distinctions

### Récompense
- 2010 : Prix du cinéma flamand[1] :
  - Prestation remarquable : Chrisnanne Wiegel, Melcher Meirmans et Merlijn Snitker, pour la musique du film

### Nominations
- 2010 : Prix du cinéma flamand :
  - Meilleur scénario
  - Meilleur acteur : Koen De Bouw
  - Meilleur acteur dans un second rôle : R. Kan Albay
  - Meilleur acteur dans un second rôle : Jappe Claes
  - Prix du public